# Katerina Kuryško
Katerina Sergiїvna Kuryško, coniugata Nahirna (in ucraino Катерина Сергіївна Куришко-Нагірна?, in russo Екатерина Сергеевна Куришко-Нагирная?, Ekaterina Sergeevna Kuriško-Nagirnaja; 12 aprile 1949), è un'ex canoista sovietica di nazionalità ucraina.

## Palmarès

### Olimpiadi
- 1 medaglia:
  - 1 oro (Monaco di Baviera 1972 nel K2 500 m)